# Liste der Hochhäuser in Kalifornien
In der Liste der Hochhäuser in Kalifornien werden die höchsten Hochhäuser in Kalifornien nach struktureller Höhe aufgeführt. Das bedeutet die totale Höhe des Hochhauses ohne Antenne. Aufgeführt sind alle fertiggestellten und im Bau befindlichen Hochhäuser ab einer Höhe von 150 Metern.

## Liste der höchsten Hochhäuser in Kalifornien
| Platz | Name                             | Stadt         | Höhe     | Etagen | Baujahr | Status |
| ----- | -------------------------------- | ------------- | -------- | ------ | ------- | ------ |
| 1.    | Wilshire Grand Tower             | Los Angeles   | 335 m    | 73     | 2017    | Erbaut |
| 2.    | Salesforce Tower                 | San Francisco | 326 m    | 61     | 2018    | Erbaut |
| 3.    | U.S. Bank Tower                  | Los Angeles   | 310,3 m  | 73     | 1989    | Erbaut |
| 4.    | Aon Center                       | Los Angeles   | 261,5 m  | 62     | 1974    | Erbaut |
| 5.    | Transamerica Pyramid             | San Francisco | 260 m    | 48     | 1972    | Erbaut |
| 6.    | 181 Freemont                     | San Francisco | 244 m    | 56     | 2018    | Erbaut |
| 7.    | 555 California Street            | San Francisco | 237,3 m  | 52     | 1969    | Erbaut |
| 8.    | Two California Plaza             | Los Angeles   | 228,6 m  | 52     | 1992    | Erbaut |
| 9.    | Gas Company Tower                | Los Angeles   | 228,3 m  | 52     | 1991    | Erbaut |
| 10.   | Bank of America Plaza            | Los Angeles   | 224 m    | 55     | 1975    | Erbaut |
| 11.   | 777 Tower                        | Los Angeles   | 221 m    | 53     | 1991    | Erbaut |
| 12.   | Wells Fargo Tower                | Los Angeles   | 220,4 m  | 54     | 1982    | Erbaut |
| 13.   | Figueroa at Wilshire             | Los Angeles   | 218,5 m  | 53     | 1990    | Erbaut |
| 14.   | Paul Hastings Tower              | Los Angeles   | 213,1 m  | 52     | 1972    | Erbaut |
| 15.   | City National Tower              | Los Angeles   | 213,1 m  | 52     | 1972    | Erbaut |
| 16.   | 345 California Center            | Los Angeles   | 211,8 m  | 48     | 1986    | Erbaut |
| 17.   | Oceanwide Plaza Tower I          | Los Angeles   | 206,4 m  | 49     | 2019    | Im Bau |
| 18.   | Ritz Carlton Hotel and Residence | Los Angeles   | 202,1 m  | 55     | 2010    | Erbaut |
| 19.   | Metropolis Tower D               | Los Angeles   | 197,2 m  | 58     | 2019    | Im Bau |
| 20.   | Millennium Tower                 | San Francisco | 196,6 m  | 58     | 2009    | Erbaut |
| 21.   | 825 South Hill                   | Los Angeles   | 194,2 m  | 49     | 2019    | Im Bau |
| 22.   | Citigroup Center                 | Los Angeles   | 190,5 m  | 48     | 1979    | Erbaut |
| 23.   | 611 Place                        | Los Angeles   | 189 m    | 42     | 1969    | Erbaut |
| 24.   | Park Tower at Transbay           | San Francisco | 184,5 m  | 43     | 2018    | Erbaut |
| 25.   | One Rincon Hill - South Tower    | San Francisco | 184,4 m  | 54     | 2008    | Erbaut |
| 26.   | 50 Freemont Center               | San Francisco | 182,9 m  | 43     | 1985    | Erbaut |
| 27.   | 101 California Street            | San Francisco | 182,9 m  | 48     | 1982    | Erbaut |
| 28.   | One California Plaza             | Los Angeles   | 176,2 m  | 42     | 1985    | Erbaut |
| 29.   | Chevron Tower                    | San Francisco | 174,6 m  | 40     | 1975    | Erbaut |
| 30.   | Century Plaza Tower One          | Los Angeles   | 174 m    | 44     | 1973    | Erbaut |
| 31.   | Century Plaza Tower Two          | Los Angeles   | 174 m    | 44     | 1973    | Erbaut |
| 32.   | Four Embarcadero Center          | San Francisco | 173,7 m  | 45     | 1982    | Erbaut |
| 33.   | One Embarcadero Center           | San Francisco | 173,4 m  | 45     | 1971    | Erbaut |
| 34.   | 44 Montgomery                    | San Francisco | 172, 2 m | 43     | 1967    | Erbaut |
| 35.   | Spear Tower                      | San Francisco | 171,9 m  | 43     | 1976    | Erbaut |
| 36.   | AIG SunAmerica Center            | Los Angeles   | 170,7 m  | 39     | 1990    | Erbaut |
| 37.   | KPMG Tower                       | Los Angeles   | 170,7 m  | 45     | 1983    | Erbaut |
| 38.   | Citicorp Center                  | San Francisco | 168 m    | 39     | 1984    | Erbaut |
| 39.   | Shaklee Terraces                 | San Francisco | 164 m    | 38     | 1979    | Erbaut |
| 40.   | Ernst & Young Plaza              | Los Angeles   | 162,7 m  | 41     | 1985    | Erbaut |
| 41.   | 525 Market Building              | San Francisco | 161 m    | 38     | 1972    | Erbaut |
| 42.   | McKesson Plaza                   | San Francisco | 161 m    | 38     | 1969    | Erbaut |
| 43.   | 425 Market                       | San Francisco | 160 m    | 38     | 1973    | Erbaut |
| 44.   | TCW Building                     | Los Angeles   | 157,7 m  | 37     | 1990    | Erbaut |
| 45.   | Union Bank of California Plaza   | Los Angeles   | 157,3 m  | 40     | 1968    | Erbaut |
| 46.   | 10 Universal City Plaza          | Los Angeles   | 154,3 m  | 36     | 1984    | Erbaut |
| 47.   | One America Plaza                | San Diego     | 152,4 m  | 34     | 1991    | Erbaut |
| 48.   | Pacific Telesis Center           | San Francisco | 152,4 m  | 38     | 1982    | Erbaut |
| 49.   | Symphony Towers                  | San Diego     | 152 m    | 34     | 1989    | Erbaut |
| 50.   | Manchester Grand Hyatt           | San Diego     | 151,5 m  | 40     | 1992    | Erbaut |
| 51.   | 1100 Wilshire                    | Los Angeles   | 151,3 m  | 36     | 1986    | Erbaut |
| 52.   | One Rincon Hill - North Tower    | San Francisco | 150,9 m  | 50     | 2014    | im Bau |
| 52.   | 333 Bush                         | San Francisco | 150,9 m  | 36     | 1986    | Erbaut |
| 54.   | Hilton San Francisco Tower 1     | San Francisco | 150,3 m  | 46     | 1971    | Erbaut |
| 54.   | Fox Plaza                        | Los Angeles   | 150 m    | 34     | 1987    | Erbaut |
| 54.   | Pacific Gas & Electric Tower     | San Francisco | 150 m    | 32     | 1970    | Erbaut |